# Esplugues de Llobregat
Esplugues de Llobregat [əsˈpluɣəs ðə ʎʊβɾəˈɣɑt] ist eine katalanische Stadt in der Provinz Barcelona im Nordosten Spaniens. Sie liegt in der Comarca Baix Llobregat. Sie gehört zur Metropolregion Àrea Metropolitana de Barcelona. Espluga (Plural: Esplugues) ist die katalanische Bezeichnung für „Höhle“ oder „Grotte“ und Namensteil mehrerer Orte.

## Lage und Klima
Esplugues liegt am Unterlauf des Llobregat im Ballungsraum von Barcelona. Durch seine Lage am Fuße der Bergkette Serra de Collserola ist es nach starken Regengüssen regelmäßig durch Überschwemmungen gefährdet. Das Klima ist mediterran mit heißen Sommern und geringen Niederschlägen; diese sind konzentriert auf Frühjahr und Herbst.

## Geschichte
Obwohl die erste dokumentierte Erwähnung von Esplugues aus dem 10. Jahrhundert stammt, legen Funde in benachbarten Orten (Sant Just Desvern, Cornellà de Llobregat) nahe, dass auch das Gebiet von Esplugues schon vorher besiedelt war.

## Kultur
Am 22. Juli wird das Fest der Schutzheiligen Santa Magdalena gefeiert. Die Festa Major findet am 21. September zu Sant Mateu statt.
In Esplugues gibt es die American School of Barcelona sowie seit 1986 auch eine Japanische Schule. 1977 errichtete die Deutsche Schule Barcelona ein neues Schulgebäude. Hier wurden auch die erste spanische Klasse dieser Schule eingerichtet.
Von 1964 bis 1973 wurden in den danach abgerissenen Studios und Außengeländen von „Esplugues City“, die die Produktionsgesellschaft der Brüder Balcázar dort hatte erbauen lassen, über einhundert Filme – die meisten davon Western, gedreht.

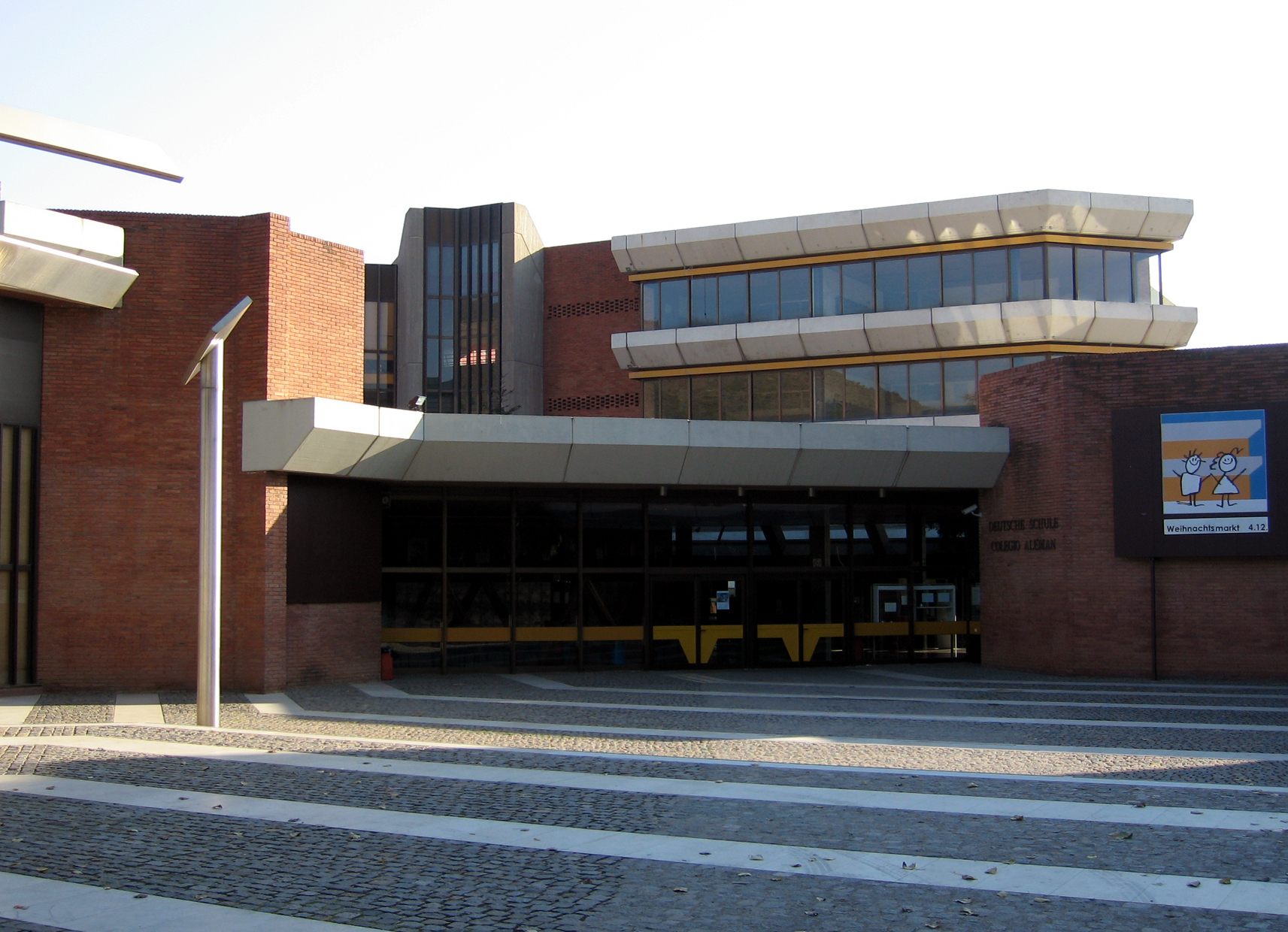
Die Deutsche Schule Barcelona in Esplugues de Llobregat

## Wirtschaft und Verkehr
Espluges liegt im Kreuzungsbereich dreier Fernstraßen, der Autobahn nach Martorell, der Nationalstraße N-II nach Madrid und der Verbindungsstraße von Cornellà nach Fogars de Tordera. Die Stadt ist durch die Straßenbahn Barcelona (Linie Trambaix) an die Metropole angebunden.
Bis in die 1950er Jahre bildete Espluges de Llobregat den Obst- und Gemüsegarten Barcelonas. Heute spielt die Landwirtschaft nur eine marginale Rolle. Nahezu die gesamte Gemarkungsfläche ist heute mit Industrie und Wohnbebauung belegt.
Parallel mit dem Bevölkerungswachstum durch Immigration begann in den 1950er Jahren die Industrialisierung der Stadt. Die wichtigsten Branchen sind heute die Chemisch-Pharmazeutische und die Elektromechanische Industrie sowie Speditionen. Die Keramische Industrie, die wegen des stark tonhaltigen Bodens immer in der Stadt vertreten war, ist heute vollständig verschwunden. Seit 1988 findet jährlich die Messe Firesplugues statt.

## Söhne und Töchter der Stadt
- Joan Isaac (* 1953), Singer-Songwriter
- Carme Chacón (1971–2017), Politikerin (PSC)
- Óscar Jaenada (* 1975), Schauspieler
- Antonio Ugalde (* 1976), Handballspieler
- Nuria Espallargas (* 1979), Chemikerin und Professorin
- Carlos Ayala Vargas (* 1980), Politiker (Partido Pirata)
- Pedro Gil (* 1980), Rollhockeyspieler
- Silvia Parra Labalsa (* 1980), Fußballspielerin
- Víctor Ruiz (* 1989), Fußballspieler
- Irene González (* 1996), Wasserballspielerin
- Gerard Martín (* 2002), Fußballspieler
- Paula Blasi (* 2003), Radrennfahrerin
- Lamine Yamal (* 2007), Fußballspieler, Europameister